# Groupe hospitalier Diaconesses Croix Saint-Simon
Le Groupe hospitalier Diaconesses Croix Saint-Simon est un établissement de soins réunissant deux hôpitaux parisiens : l'Hôpital des Diaconesses de Reuilly dans le 12e arrondissement et l'Hôpital de la Croix Saint-Simon dans le 20e arrondissement. Ce regroupement forme un Établissement de santé privé d'intérêt collectif (ESPIC), à but non lucratif ; sa gestion en est assurée par une association loi de 1901.

## Histoire
En janvier 2003, les deux fondations gérant ces deux hôpitaux de l'Est parisien (respectivement les Œuvres et Institutions des Diaconesses de Reuilly et la Fondation Œuvre Croix Saint-Simon) décident de fusionner les deux établissements, donnant naissance à un pôle hospitalier de 300 lits et 870 salariés au total, répartis sur les deux sites.
Fin novembre 2016, les travaux de réhabilitation et d’extension du «site Avron» permettent d’y regrouper la plupart des services auparavant hébergés par le «site Reuilly», notamment en chirgurgie et oncologie.

La Fondation Adolphe-de-Rothschild et le Groupe hospitalier Diaconesses Croix Saint-Simon font partie de Paris Hospital Foundations.

## Description
Le Groupe hospitalier Diaconesses Croix Saint-Simon est certifié par la Haute Autorité de santé,.
Le site Avron (hôpital de la Croix Saint-Simon) comprend les spécialités suivantes :
- Service d’urgences pour adultes, ouvert 24 heures sur 24
- Urgences proctologiques
- Radiologie (chef de service : Christiane Strauss)
- Gastro-entérologie, endoscopie (chef de service : Sylvie Grimbert)
- Chirurgie digestive (chef de service : Alain Valverde)
- Chirurgie orthopédique et chirurgie orthopédique septique (chef de service : Simon Marmor; cadre de santé Françoise Julien)
- Chirurgie gynécologique et mammaire (chef de service : Pr. Marcos Ballester)
- Urologie (chef de service : Philippe Sebe; cadre de santé Cassandre d'Erceville)
- Rhumatologie, gériatrie et médecine interne (chef de service : Olivier Lidove)
- Oncologie (chef de service : Frédéric Selle; cadre de santé Idriss Farota-Romejko)
- Proctologie interventionnelle (chef de service : Patrick Atienza)
- Réanimation, unité de soins continus (chef de service : Thierry Lazar)
- Hôpital de jour médicochirurgical, chirurgie ambulatoire
- Imagerie médicale (scanner, radiologie interventionnelle)
- Laboratoire de biologie
- Soins palliatifs (cheffe de service : Laure Copel ; cadre de santé Guylaine Jules )
- Maternité (chef de service Thierry Harvey)

Son activité est notamment reconnue dans le domaine de la chirurgie viscérale et orthopédique. C'est par ailleurs l'un des centres de référence nationaux en matière de traitement des infections ostéoarticulaires complexes ainsi que pour le traitement des maladies lysosomales neurologiques, en particulier la maladie de Fabry.
Sous la direction du docteur Richard Villet jusqu’à 2016, l'unité de chirurgie gynécologique et viscérale a également contribué à introduire en France des techniques de traitement de l'incontinence urinaire chez la femme, telle que le Tension-free Vaginal Tape (TVT). Depuis 2012, l'unité chirurgicale est dotée d'un robot d'assistance chirurgicale Da Vinci XI, avec lequel l'équipe a réalisé les premiers traitements chirurgicaux mini-invasifs du prolapsus urogénital par double promontofixation monotrocart robot-assistée.
Le nouveau bâtiment du site Avron, conçu par l'architecte Jean-Michel Wilmotte et ouvert en septembre 2013, accueille des œuvres du photographe Antoine Schneck et une sculpture d'Étienne Viard.
Sur le site Reuilly (hôpital des Diaconesses) sont proposés les services suivants :
- Maternité (chef de service : Thierry Harvey)
- Centre de fertilité (assistance médicale à la procréation)
- Soins palliatifs (chef de service : Laure Copel)
- Imagerie médicale conventionnelle et interventionnelle ; IRM

Le site Reuilly est réputé pour sa maternité et son unité de soins palliatifs. Cette dernière accueille, depuis décembre 2012, une œuvre numérique du designer français Mathieu Lehanneur, intitulée Demain est un autre jour.

## Accès
- Site Avron :

Ce site est desservi par les stations de métro Maraîchers et Porte de Montreuil.
- Site Reuilly :

Ce site est desservi par les stations de métro Nation et Montgallet.